# Kertomulyo (Margoyoso)
Kertomulyo is een bestuurslaag in het regentschap Pati van de provincie Midden-Java, Indonesië. Kertomulyo telt 2887 inwoners (volkstelling 2010).